# Уго Локатели
Уго Локатели (на италиански: Ugo Locatelli) роден на 5 февруари 1916 г. в Тосколано Мадерно е бивш италиански футболист - полузащитник. Световен шампион с Италия през 1938 г. и Олимпийски шампион през 1936 г.

## Кариера
Локатели започва своята кариера, като нападател с отбора на Бреша Калчо, дебютира в Серия А на 10 септември 1933 г. срещу отбора на Рома. Следващия сезон е преотстъпен на Аталанта БК и изиграва 12 мача в Серия Б, в които отбелязва 6 гола. След като отново се завръща в Бреша Калчо, новия треньор на отбора променя позицията му и го слага на поста централен полузащитник. Същата година Локатели дебютира и с отбора на Италия на летните олимпийски игри. Играе титуляр във всичките мачове и печели златния медал.
През 1936 г. Уго Локатели преминава в отбора на ФК Интер, за които дебютира на 21 юни в мач от турнира купа Митропа. Следващата година с Интер става шампион на Италия и изиграва първия си „неолимпийски“ мач с Италия срещу Франция на 5 декември 1937 г. На следващата година Локатели е част от националния отбор на Италия за световното първенство. Отново играе във всички мачове и отново печели златото. Уго остава в Интер до 1941 г., като помага за спечелването на Копа Италия през 1939 г. и скудетото през 1939-40 г.
Локатели завършва кариерата си (поради здравословни причини) през 1949 г. с отбора на Ювентус, където записва общо 181 мача и отбелязва 8 гола. С „бианконерите“, Уго вдига своята втора Копа Италия през 1942 г.

## Отличия
- Шампион на Италия: 2

Интер: 1937/38, 1939/40
- Копа Италия: 2

Интер: 1939
Ювентус: 1942
- Олимпийски шампион: 1

Италия: 1936
- Световен шампион: 1

Италия: 1938